# جوناثان آدامز (مهندس معماري)
جوناثان آدامز (بالإنجليزية: Jonathan Adams)‏ هو مهندس معماري بريطاني، ولد في 1961 في برستل في المملكة المتحدة.